# Rossini Opera Festival
El Rossini Opera Festival (ROF) és un festival de música internacional que se celebra a l'agost de cada any a Pesaro, Itàlia, el lloc de naixement del compositor d'òpera de Gioachino Rossini, des de l'any 1980. El seu objectiu, a més d'estudiar l'herència musical del compositor, és reviure i realitzar les seves obres en un entorn únic que permet la col·laboració d'acadèmics, artistes i públic. Sovint es refereix simplement com el Festival de Pesaro.
Les actuacions es fan al Teatro Rossini, amb 850 seients i construït el 1818, i, des del 1988, al camp d'esports modificat "Palasport" que en té 1.500. Des de l'any 2000, una altra seu, el Teatre Sperimentale, ha ofert l'oportunitat de presentar obres menors dels contemporanis de Rossini com Luigi Mosca, Pietro Generali i Carlo Coccia.
Des del principi, el Festival ha atret a alguns dels cantants més importants, incloent Marilyn Horne, Montserrat Caballé, Ruggero Raimondi i Juan Diego Flórez. Sobre la base de les crítiques de premsa, algunes produccions han estat molt controvertides.